# Salix shandanensis
Salix shandanensis — вид квіткових рослин із родини вербових (Salicaceae).

## Морфологічна характеристика
Це кущ до 1.5 метра заввишки. Гілки сірі; 1-річні гілочки після висихання пурпурувато-чорні, запушені сіро. Листкова ніжка пурпурувато-червона, 1–2 мм, пухнаста; листкова пластинка еліптична чи яйцювато-еліптична, 1.5–2 × 0.8–1.2 см, абаксіально (низ) зеленувата, гола, адаксіально тьмяно-зелена, з рідкісними ниткоподібними волосками, край зубчастий, рідко суцільний, верхівка гостра. Жіноча сережка циліндрична, ≈ 2 × 0.9 см. Жіноча квітка: зав'язь конічна, ≈ 3 мм, запушена. Коробочка вузько-конічна, ≈ 9 мм.

## Середовище проживання
Китай [Ганьсу, Нінся, Цінхай]. Населяє гірські схили; на висотах ≈ 2700 метрів.